# 周德满
周德满（1935年—2004年），男，北京人，中华人民共和国政治人物，曾任中共保定市委副书记，保定市人民政府市长，第八届全国人大代表。